# 플레이스테이션 포터블 시스템 소프트웨어

로고

플레이스테이션 포터블 시스템 소프트웨어(PlayStation Portable system software)는 플레이스테이션 포터블(PSP)의 공식 펌웨어이다. 플레이스테이션 3 콘솔과 유사한 크로스미디어바(XMB)를 사용자 인터페이스로 사용한다.

## 업데이트
업데이트에는 서명되지 않은 코드가 시스템에서 실행되는 것을 방지하기 위한 보안 패치뿐만 아니라 새로운 기능도 추가된다. 업데이트는 네 가지 방법으로 얻을 수 있다.
와이파이를 통해 PSP로 직접 다운로드한다. XMB에서 [설정], [시스템 업데이트]를 선택하여 수행할 수 있다.
PC로 다운로드한 다음 USB 케이블이나 메모리 스틱을 통해 PSP로 전송한다.
일부 게임의 UMD에 포함되어 있다. 이러한 게임은 해당 UMD 버전보다 이전 펌웨어에서는 실행되지 않을 수 있다.
USB 케이블을 통해 PS3에서 PSP 시스템으로 다운로드(일본어 및 미국 버전만 해당)한다.
시스템 소프트웨어 업데이트는 모든 지역의 콘솔에서 사용할 수 있지만 소니에서는 시스템 구입처에 해당하는 지역에 출시된 시스템 소프트웨어 업데이트만 다운로드할 것을 권장한다. 시스템 소프트웨어 업데이트에는 웹 브라우저, 어도비 플래시 플레이어 6 지원, 이미지, 오디오 및 비디오를 위한 추가 코덱, 플레이스테이션 3 연결은 물론 여러 보안 공격, 취약점 및 홈브류 프로그램 실행에 대한 패치를 포함한 다양한 기능이 추가되었다. 배터리는 50% 이상 충전되어야 한다. 그렇지 않으면 시스템에서 업데이트 설치를 차단한다. 시스템 소프트웨어에 쓰는 동안 전원 공급 장치가 끊어지면 시스템을 서비스 모드로 부팅하거나 보증 기간이 남아 있는 경우 수리를 위해 소니로 보내지 않는 한 콘솔은 더 이상 작동할 수 없다.
현재 버전인 6.61은 2015년 1월 15일 출시됐다. 2011년 이전 버전인 6.60이 출시된 지 3년여 만에 출시된 마이너 업데이트이다.

## 같이 보기
- 미디어 고
- 크로스미디어바
- 로케이션프리 플레이어
- 플레이스테이션 네트워크

소니의 기타 게이밍 플랫폼
- 플레이스테이션 4 시스템 소프트웨어
- 플레이스테이션 3 시스템 소프트웨어
- 플레이스테이션 비타 시스템 소프트웨어

차세대의 기타 게이미 플랫폼
- 닌텐도 3DS 시스템 소프트웨어
- Wii U 시스템 소프트웨어
- 엑스박스 시스템 소프트웨어
- 닌텐도 스위치 시스템 소프트웨어

현 세대의 기타 게이밍 플랫폼
- 닌텐도 DSi 시스템 소프트웨어
- Wii 시스템 소프트웨어
- 엑스박스 360 시스템 소프트웨어